# Робски, Оксана Викторовна
Окса́на Ви́кторовна Ро́бски (урождённая — Поля́нская; род. 10 июня 1968, Москва) — российская предпринимательница, писательница и сценарист. Считается одной из наиболее известных российских светских львиц 2000-х, а также первой представительницей российского высшего общества в литературе. Прославилась многочисленными романами, в которых описывается жизнь «новых русских».
Дебютом Оксаны Робски стал роман «Casual», изданный в 2005 году. Он принёс писательнице широкую популярность и вошёл в шорт-лист премии «Национальный бестселлер», вызвав резонанс в литературном сообществе. Другими известными произведениями писательницы считаются романы «Zaмуж за миллионера», написанный совместно с Ксенией Собчак, и «Про ЛюбOFF/ON», экранизированный в 2010 году.

## Биография
Оксана Полянская родилась 10 июня 1968 года в Москве в семье педагогов. Семья жила в Красносельском районе, брат Вадим Полянский, старше сестры на 5 лет.
Отец — Виктор Полянский — погиб, когда Оксана училась в первом классе.
Мать — Нина Николаевна Полянская — учительница математики, заслуженный учитель, увлеклась шитьём, делала икебаны, руководила детским фотокружком. Нина Николаевна вышла второй раз замуж, отчим — лётчик гражданской авиации.
Оксана Полянская училась в музыкальной школе игре на гитаре, занималась плаванием и фехтованием.
В 15 лет писала заметки в газету «Гудок» и занималась в Школе юного журналиста при МГУ.  Впоследствии в некоторых интервью Робски утверждала, что училась на факультете журналистики, но документальных подтверждений этому не нашлось. 
Работала помощницей режиссёра на телестудии «Останкино», потом в Цирке на Ленинских горах, помощницей главного режиссёра.
В 2000 году окончила Высшие курсы сценаристов и режиссёров (мастерскую Владимира Меньшова и Александра Гельмана).
В 1995 году издавала журнал «Себастьян» о домашних питомцах.
В конце 1990-х в Москве открыла сеть интерьерных магазинов «Галерея О», в которых продавалась антикварная мебель. Основала агентство женщин-телохранителей «Никита». Открыла агентство «Мажордом», шила одежду для домашнего персонала.
В 2005 году написала свой первый роман «Casual», потом были «День счастья — завтра», «Glaмурный Дом» и «Про ЛюбOFF/ON» о жизни новых русских.
В 2005 году Робски номинировалась на премию «Национальный бестселлер 2005», а книга «Casual» попала в номинацию премии «Книга года».
В 2005 году получила премию «Национальный бестселлер» и антипремию «Серебряная калоша».
Позже написала и издала романы «Жизнь заново», «Устрицы под дождём» и «Zамуж за миллионера, или Брак высшего сорта» (совместно с Ксенией Собчак), также выпустили духи с таким же названием.
В 2010 году Оксана Робски выпустила духи «Casual Oksana Robski Brocard» с фруктово-цветочным ароматом.
Пишет сценарии для рекламных роликов, клипов и фильмов в Голливуде.
Живёт в США. В 2018 году вернулась в Россию, проживает в Барвихе.

## Проекты
- 1995 — глянцевый журнал о собаках «Себастьян»
- 1998 — интерьерный салон «Галерея О»
- 2001 — агентство женщин-телохранителей «Никита», которое впоследствии закрылось[6]
- 2004 — снялась в фильме «Игра в шиндай» Андрея Разумовского[7]
- 2005 — выпустила романы «Casual», «День счастья — завтра»
- 2005 — работала ведущей дневной телепрограммы «Для тебя» на телеканале НТВ[8].
- 2006 — выпустила роман «Про любoff/on», сборник рассказов «Жизнь заново», кулинарную книгу «Рублёвская кухня», книгу по интерьерам «Glамурный дом»
- 2007 — написала пособие и организовала производство духов «Zамуж за миллионера», выпустила роман «Устрицы под дождём»
- 2008 — выпустила роман «Эта-Тета»
- 2008 — участвовала в благотворительной акции ресторана Макдоналдс «МакХэппи День»[9]
- 2009 — выпустила продолжение романа «Casual-2», книгу-советы по красоте «Happy book»
- 2010 — работала ведущей в программе Киры Прошутинской на АТВ «Женская жизнь»[10]

## Фильмография
- Про любоff (2010) — работа над сценарием[11]
- Нереальная любовь (2014) — работа над сценарием[12]

## Премии и награды
- В сентябре 2005 года книга Оксана Робски «Casual» вошла в шорт-лист премии «Книга года» вместе с произведениями Дэна Брауна и Бориса Акунина
- Национальный бестселлер (2005)[13]
- «Серебряная калоша» (2005)[14]
- Премия «Fashion people» (2005)[15]
- Номинация «Женщина года», премия «Glамур 2005»[16]
- Номинант на премию «Русский Букер» (2005)[13]
- Номинация «Самая стильная писательница», премия журнала Hello (2006)
- Премия «Стреляный воробей» (2006)[17]
- Премия «Top Glossy 10» (2007)[18]
- Премия «Бриллиантовая шпилька» (2008)[19]
- Роман «Эта-Тета» попал в расширенный список премии «Роскон» в номинации «Роман года» (2009)
- 2007 — ведущая Luxury Awards «Дорогое удовольствие»[20]

Международное литературное агентство Andrew Nurnberg Associations перевело книги Робски на 13 языков.

## Личная жизнь
Была замужем шесть раз. Первые два мужа погибли: один в драке (после развода), второй, бизнесмен, был убит в подъезде через 9 месяцев после бракосочетания.
- Дочь Дарья от первого брака.
- Третий муж — Майкл Робски, гражданин Германии, в 1998 году занимался мебельным бизнесом в Москве, после развода оставил жене дом на Рублёвском шоссе, а сам уехал в Азию.
  - Сын — Иосиф Робски.
- Четвёртый муж (апрель 9 октября 2008) — Игорь Шалимов, футболист и тренер.
- Пятый муж — Олег Горелышев, предприниматель.
- 28 августа 2015 года в шестой раз вышла замуж[21].

## Творчество
Автор книг:
- «Casual»
- «День счастья — завтра»
- «Glaмурный Дом»
- «Про ЛюбOFF/ON»
- «Жизнь заново»
- «Устрицы под дождём»
- «Рублёвская кухня Оксаны Робски»
- «Zaмуж за миллионера» (совместно с Ксенией Собчак)
- «Casual 2. Пляска головой и ногами»
- «Эта-Тета»
- «Happy Book. Технология совершенства»

## Оксана Робски в кино
В десятой серии четвёртого  сезона сериала "Сваты" дети в лагере во время сценки упоминают Оксану Робски: «Почитай Оксану Робски, если ты не веришь мне».